# Berg, Skogen en Kamperöd
Berg, Skogen en Kamperöd (Zweeds: Berg, Skogen och Kamperöd) is een småort in de gemeente Uddevalla in het landschap Bohuslän en de provincie Västra Götalands län in Zweden. Het småort heeft 135 inwoners (2005) en een oppervlakte van 51 hectare. Eigenlijk bestaat het småort uit drie plaatsen: Berg, Skogen en Kamperöd. Het småort wordt omringd door zowel landbouwgrond als bos.

## Verkeer en vervoer
Bij de plaats loopt de Länsväg 161.